# Damernas turnering i basket vid olympiska sommarspelen 1992
Damturneringen i basket vid OS 1992 i Barcelona arrangerades mellan 25 juli och 10 augusti 1992. OSS vann guldet, Kina silvret och USA bronset. Alla matcher spelades i Pavelló Olímpic de Badalona.

## Medaljfördelning
| Klass | Guld | Silver | Brons |
| Damer | Förnade laget/OSS (EUN) Elen Bunatyants Irina Sumnikova Marina Tkatjenko Irina Minch Irina Gerlits Svetlana Zabolujeva Natalja Zasulskaja Jelena Zjirko Jelena Tornikidu Jelena Sjvajbovitj Jelena Chudasjova Jelena Baranova | Kina (CHN) Cong Xuedi He Jun Li Dongmei Li Xin Liu Jun Liu Qing Peng Ping Wang Fang Zhan Shuping Zheng Dongmei Zheng Haixia | USA (USA) Vicky Bullett Daedra Charles Cynthia Cooper Clarissa Davis Medina Dixon Teresa Edwards Tammy Jackson Carolyn Jones Katrina McClain Suzanne McConnell Vickie Orr Teresa Weatherspoon |

## Resultat

### Grupp A
| Lag             | Vinster | Förluster | Poäng | PF  | PA  |      |
| --------------- | ------- | --------- | ----- | --- | --- | ---- |
| USA             | 3       | 0         | 6     | 318 | 181 | +137 |
| Kina            | 2       | 1         | 5     | 205 | 226 | -21  |
| Spanien         | 1       | 2         | 4     | 181 | 238 | -57  |
| Tjeckoslovakien | 0       | 3         | 3     | 183 | 242 | -59  |

|                 | Kina  | Spanien | Tjeckoslovakien | USA    |
| --------------- | ----- | ------- | --------------- | ------ |
| Kina            |       | 66-63   | 72-70           | 67-93  |
| Spanien         | 63-66 |         | 59-58           | 59-114 |
| Tjeckoslovakien | 70-72 | 58-59   |                 | 55-111 |
| USA             | 93-67 | 114-59  | 111-55          |        |

### Grupp B
| Lag       | Vinster | Förluster | Poäng | PF  | PA  |     |
| --------- | ------- | --------- | ----- | --- | --- | --- |
| Kuba      | 3       | 0         | 6     | 246 | 230 | +16 |
| OSS       | 2       | 1         | 5     | 244 | 222 | +22 |
| Brasilien | 1       | 2         | 4     | 237 | 241 | -4  |
| Italien   | 0       | 3         | 3     | 190 | 224 | -34 |

|           | Brasilien | Oberoende staters samvälde | Kuba  | Italien |
| --------- | --------- | -------------------------- | ----- | ------- |
| Brasilien |           | 64-76                      | 88-95 | 85-70   |
| OSS       | 76-64     |                            | 89-91 | 79-67   |
| Kuba      | 95-88     | 91-89                      |       | 60-53   |
| Italien   | 70-85     | 67-79                      | 53-60 |         |

### Slutspelsträd
|  | Semifinaler | Semifinaler |    |  | Final | Final |  |
|  |             |             |    |  |       |       |  |
|  |             |             |    |  |       |       |  |
|  | USA         | 73          |    |  |       |       |  |
|  | OSS         | 79          |    |  |       |       |  |
|  |             |             |    |  |       |       |  |
|  |             |             |    |  |       |       |  |
|  |             |             |    |  | OSS   | 76    |  |
|  |             | Kina        | 66 |  |       |       |  |
|  |             |             |    |  |       |       |  |
|  |             |             |    |  |       |       |  |
|  |             |             |    |  |       |       |  |
|  |             |             |    |  |       |       |  |
|  | Kuba        | 70          |    |  |       |       |  |
|  | Kina        | 109         |    |  |       |       |  |

## Slutlig ställning
1. OSS
2. Kina
3. USA
4. Kuba
5. Spanien
6. Tjeckoslovakien
7. Brasilien
8. Italien